# Marilyn French
Pour les articles homonymes, voir French.
Marilyn French est une écrivaine et militante féministe américaine, née le 21 novembre 1929 à Brooklyn (New York) et morte le 2 mai 2009 à Manhattan. Révélée par son premier roman Toilette pour femmes (en) (1977), elle devient une figure de proue du mouvement féministe américain.

## Données biographiques
Marilyn est née à Brooklyn. Elle est la fille de E. Charles Edwards, ingénieur, et Isabel Hazz Edwards, employée de magasin. Elle apprend le piano et rêve de devenir compositrice. Elle obtient son baccalauréat en philosophie et littérature anglaise de l'université Hofstra en 1951. Elle épouse Robert M. French Jr. en 1950 et travaille pour payer ses études alors qu'il étudiait le droit. Le couple a eu deux enfants. Marilyn obtient une maîtrise de la même université en 1964. Elle a été professeure d'anglais à Hofstra, de 1964 à 1968. Le couple divorce en 1967 et elle entreprend alors à l'université Harvard un doctorat, qu'elle obtient en 1972, sur une thèse intitulée The Book as World: James Joyce's Ulysses. Elle est professeure adjointe d'anglais au College of the Holy Cross à Worcester (Massachusetts) de 1972 à 1976.
Grande fumeuse, elle est atteinte d'un cancer de l'oesophage en 1992. Cette expérience lui inspire le livre A Season in Hell: A Memoir (1998). Elle survit à son cancer et meurt d'une crise cardiaque le 2 mai 2009 dans un hôpital de Manhattan.

## Œuvre
Son œuvre la plus connue est son premier roman, Toilettes pour femmes. Il s'est vendu à plus de vingt millions d'exemplaires et a été traduit en une vingtaine de langues. Son amie Gloria Steinem a comparé l'impact de ce livre dans les débats sur les droits de la femme avec celui qu'avait eu sur l'égalité raciale le livre Homme invisible, pour qui chantes-tu ?, de Ralph Ellison, 25 ans plus tôt. Les critiques accusèrent Marilyn French d'être contre les hommes, en citant souvent un des personnages féminins de ce livre qui déclare, après le viol de sa fille : 

« Tous les hommes sont des violeurs et c'est tout ce qu'ils sont. Ils nous violent avec leurs yeux, leurs lois et leurs règles,. »

Son ouvrage le plus considérable est From Eve to Dawn: A History of Women. Il est le résultat de vingt années de recherche afin de répondre à la question « comment les hommes avaient-ils fini par exercer tout le pouvoir? ». L'ouvrage a d'abord été publié en traduction néerlandaise en 1995 (un seul volume de 1312 pages) et n'est paru en anglais qu'en 2002 et 2003 (publié en trois volumes par Mcarthur & Company), puis en quatre volumes (par The Feminist Press) en 2008. Elle y soutient la thèse que l'exclusion des femmes de l'histoire officielle revient à nier leur passé, leur présent et leur avenir. Au terme de cette longue histoire d'oppression des femmes, elle avance toutefois une note d'optimisme, tout en dénonçant l'hypocrisie d'une vision des sexes soi-disant égalitaire : 

« Traiter les femmes en égales des hommes sans référence à la responsabilité des femmes dans la reproduction [...] revient à les mettre dans une situation intenable : elles devraient faire tout ce que font les hommes, tout en assumant la reproduction et la préservation de la société, le tout simultanément, et seules. »

Margaret Atwood, qui a recensé l'ouvrage en 2004, reconnaît que celui-ci « est quelquefois agaçant et il lui arrive de faire preuve d'un réductionnisme exaspérant... [mais] il n'en est pas moins incontournable ». Elle ajoute : « From Eve to Dawn est au Deuxième Sexe de Simone de Beauvoir ce qu'un loup est à un caniche. »